# PEC Zwolle in het seizoen 2012/13 (vrouwen)
Het seizoen 2012/2013 was het 3e jaar in het bestaan van de Zwolse vrouwenvoetbalclub PEC Zwolle. De club speelde tot aan de winterstop in de Nederlandse BeNe League Orange en na de winterstop in de Women's BeNe League en nam deel aan het toernooi om de KNVB beker. Het elftal stond onder leiding van Sebastiaan Borgardijn.

## Wedstrijdstatistieken

### Oefenduels
| Datum + plaats           | Wedstrijd                                  | Uitslag       | Scoreverloop |
| ------------------------ | ------------------------------------------ | ------------- | --- |
| 6 juli 2012 Zwolle       | PEC Zwolle – Oranje Nassau Groningen (ama) | 3 – 0 (? – 0) | Niet bekend |
| 20 juli 2012 Zwolle      | PEC Zwolle – VV Wilsum B1 (ama)            | 0 – 6 (0 – 2) | Niet bekend |
| 7 augustus 2012 Zwolle   | PEC Zwolle – The Knickerbockers (ama)      | 9 – 0 (9 – 0) | 3' Marianne van Brummelen 1–0, 14' Marianne van Brummelen 2–0, 16' Sylvia Smit 3–0, 28' Sylvia Smit 4–0, 29' Maria-Laura Aga 5–0, ??' Lianne de Vries 6–0, ??' Judith Frijlink 7–0, ??' Judith Frijlink 8–0, ??' Sylvia Smit 9–0 |
| 10 augustus 2012 Meppen  | SV Meppen – PEC Zwolle                     | 1 – 4 (0 – 1) | 28' Lydia Borg 0–1, 48' Nangila van Eyck 1–1, 57' Kelly Gilissen 1–2, ??' Marianne van Brummelen 1–3, ??' Lisanne Vermeulen 1–4                                                                                                  |
| 18 augustus 2012 Epe     | SV Epe B1 (ama) – PEC Zwolle               | 7 – 1 (5 – 0) | Niet bekend |
| 12 september 2012 Zwolle | HTC B1 (ama) – PEC Zwolle                  | 3 – 3 (? – ?) | Niet bekend |
| 16 oktober 2012 Zwolle   | PEC Zwolle – RKVV STEVO B1 (ama)           | 5 – 1 (? – ?) | Niet bekend |
| 24 oktober 2012 Huissen  | RKHVV (ama) – PEC Zwolle                   | 2 – 9 (? – ?) | Niet bekend |
|                          |                                            |               | |
| 11 januari 2013 Zwolle   | PEC Zwolle – HTC B1 (ama)                  | 0 – 2 (0 – ?) | Niet bekend |

### BeNe League Orange
| 1e speelronde | PEC Zwolle | 1 - 2 (1 - 1) | SC Telstar VVNH                                                                          | Opstelling PEC Zwolle: |
| 24 augustus 2012 Aanvangstijd: 19:30 uur Plaats: Zwolle IJsseldelta Stadion Toeschouwers: 500 Scheidsrechter: M. de Lange                 | 23' Sylvia Smit |               | 15' Lavinia Poku 62' Lavinia Poku                                                        | Olthuis, Heuvels, Kogelman, Nijman, Gilissen, De Vries, Borg, Smit, Den Biesen, Van Brummelen (76' Seinen), Aga Heuvels (53'), Aga (90')                                                                       |
| 2e speelronde | sc Heerenveen | 0 - 2 (0 - 1) | PEC Zwolle                                                                               | Opstelling PEC Zwolle: |
| 31 augustus 2012 Aanvangstijd: 19:30 uur Plaats: Heerenveen Sportpark Skoatterwâld Toeschouwers: 350 Scheidsrechter: S. de Jong           | |               | 26' Jirre den Biesen 89' Marianne van Brummelen                                          | Olthuis, Heuvels, Kogelman, Nijman, Gilissen, Aga, De Vries, Smit, Van Brummelen (89' Van der Pol), Den Biesen (89' Borg), Frijlink Frijlink (89')                                                             |
| 3e speelronde | PEC Zwolle | 5 - 2 (3 - 0) | PSV/FC Eindhoven                                                                         | Opstelling PEC Zwolle: |
| 7 september 2012 Aanvangstijd: 19:30 uur Plaats: Zwolle IJsseldelta Stadion Toeschouwers: 250 Scheidsrechter: Dhr. Barrett                | 5' Lisanne Vermeulen 13' Marianne van Brummelen 21' Lisanne Vermeulen 72' Lisanne Vermeulen 74' Sylvia Smit                                             |               | 49' Marlou Peeters 81' Daniëlle van de Donk                                              | Olthuis, Heuvels (81' Den Biesen), Kogelman, Nijman, Gilissen, De Vries, Smit, Aga (73' Borg), Van Brummelen (88' Lambers), Vermeulen, Frijlink Heuvels (81'), Borg (89')                                      |
| 4e speelronde | Ajax | 3 - 0 (1 - 0) | PEC Zwolle                                                                               | Opstelling PEC Zwolle: |
| 21 september 2012 Aanvangstijd: 19:30 uur Plaats: Amsterdam Sportpark De Toekomst Toeschouwers: 1.800 Scheidsrechter: R. de Lima Schepens | 17' Lianne de Vries (e.d.) 59' Linda Bakker 76' Babiche Roof                                                                                            |               |                                                                                          | Olthuis, Heuvels, Kogelman (88' Lambers), Nijman, Gilissen, De Vries, Smit, Aga, Van Brummelen, Vermeulen, Frijlink Vermeulen (90')                                                                            |
| 5e speelronde | PEC Zwolle | 2 - 5 (1 - 3) | FC Twente                                                                                | Opstelling PEC Zwolle: |
| 28 september 2012 Aanvangstijd: 19:30 uur Plaats: Zwolle Sportpark de Marslanden Toeschouwers: 1.500 Scheidsrechter: B. van Dongen        | 42' Lisanne Vermeulen 85' Lisanne Vermeulen |               | 10' Marlous Pieete 26' Anouk Dekker 38' Anouk Dekker 65' Anouk Dekker 69' Marlous Pieete | Olthuis, Heuvels (75' Biesen), Kogelman (75' Borg), Nijman, Gilissen, De Vries, Smit, Aga (75' Van der Pol), Van Brummelen, Vermeulen, Frijlink Van der Pol (78'), Den Biesen (83')                            |
| 6e speelronde | FC Utrecht | 1 - 0 (0 - 0) | PEC Zwolle                                                                               | Opstelling PEC Zwolle: |
| 5 oktober 2012 Aanvangstijd: 19:30 uur Plaats: Utrecht Sportpark Maarschalkerweerd Toeschouwers: 200 Scheidsrechter: Dhr. Bernardi        | 90' Myrthe Moorrees |               |                                                                                          | Olthuis, Heuvels, Kogelman, Nijman, Gilissen, Smit, Aga (82' De Vries), Borg, Van Brummelen, Vermeulen, Frijlink Borg (8')                                                                                     |
| 7e speelronde | ADO Den Haag | 4 - 2 (3 - 2) | PEC Zwolle                                                                               | Opstelling PEC Zwolle: |
| 12 oktober 2012 Aanvangstijd: 19:30 uur Plaats: Den Haag Kyocera Stadion Toeschouwers: 225 Scheidsrechter: A.G.J. van Loenen              | 16' Kitty Susan 35' Renate Jansen 45' Libby Guess 70' Renate Jansen                                                                                     |               | 21' Lydia Borg 25' Marianne van Brummelen                                                | Olthuis, Heuvels, Kogelman (46' Den Biesen), Nijman (79' Van der Pol), Gilissen, De Vries, Borg (79' Aga), Smit, Van Brummelen, Vermeulen, Frijlink                                                            |
| 8e speelronde | PEC Zwolle | 5 - 2 (3 - 2) | sc Heerenveen                                                                            | Opstelling PEC Zwolle: |
| 2 november 2012 Aanvangstijd: 19:30 uur Plaats: Zwolle Sportpark de Marslanden Toeschouwers: 250 Scheidsrechter: P.S. Wijbenga            | 8' Marianne van Brummelen 12' Lisanne Vermeulen 14' Lisanne Vermeulen 75' Sylvia Smit 77' Lisanne Vermeulen                                             |               | 11' Vivianne Miedema 40' Lisanne Vermeulen (e.d.)                                        | Olthuis, Heuvels, Kogelman, Nijman, Gilissen, Borg, Smit, Aga (78' Den Biesen), Van Brummelen (85' Van der Pol), Vermeulen, Frijlink Borg (36')                                                                |
| 9e speelronde | FC Twente | 3 - 1 (1 - 1) | PEC Zwolle                                                                               | Opstelling PEC Zwolle: |
| 9 november 2012 Aanvangstijd: 19:30 uur Plaats: Enschede De Grolsch Veste Toeschouwers: 800 Scheidsrechter: L.E. Molenkamp                | 9' Maayke Heuver 90' Maayke Heuver 90+3' Maayke Heuver                                                                                                  |               | 8' Marianne van Brummelen                                                                | Olthuis, Heuvels, Kogelman, Nijman, Gilissen, Den Biesen (87' Van der Pol), Van Brummelen, Borg (83' Van Daelen), Smit, Aga, Frijlink                                                                          |
| 10e speelronde | PEC Zwolle | 2 - 2 (2 - 1) | FC Utrecht                                                                               | Opstelling PEC Zwolle: |
| 16 november 2012 Aanvangstijd: 19:30 uur Plaats: Zwolle Sportpark de Marslanden Toeschouwers: 200 Scheidsrechter: D.J.M. ter Braak        | 9' Marianne van Brummelen 18' Jirre den Biesen |               | 16' Simone van de Weerd 54' Nadia van Beerschoten                                        | Olthuis, Heuvels, Kogelman, Nijman (86' Van Daelen), Gilissen, Smit, Aga, Den Biesen, Frijlink, Vermeulen, Van Brummelen                                                                                       |
| 11e speelronde | PSV/FC Eindhoven | 4 - 0 (2 - 0) | PEC Zwolle                                                                               | Opstelling PEC Zwolle: |
| 30 november 2012 Aanvangstijd: 19:30 uur Plaats: Eindhoven Jan Louwers Stadion Toeschouwers: 500 Scheidsrechter: P.M.G. Govers            | 38' Jeslynn Kuijpers 40' Jeslynn Kuijpers 56' Manon van den Boogaard 60' Nadia Coolen                                                                   |               |                                                                                          | Olthuis, Heuvels, Kogelman, Nijman, Gilissen, Den Biesen (77' Van der Pol), Van Brummelen (74' Van Daelen), Smit, Aga, Vermeulen, Frijlink Heuvels (44'), Van der Pol (83') Frijlink (37', 54') Kogelman (56') |
| 12e speelronde | PEC Zwolle | 3 - 2 (2 - 0) | ADO Den Haag                                                                             | Opstelling PEC Zwolle: |
| 11 december 2012 Aanvangstijd: 19:30 uur Plaats: Zwolle Sportpark de Marslanden Toeschouwers: 100 Scheidsrechter: G. de Haan              | 1' Judith Frijlink 6' Sylvia Smit 62' Sylvia Smit |               | 46' Renate Jansen 56' Renate Jansen                                                      | Jurg, Den Biesen, Heuvels, Nijman, Gilissen, Borg, Smit, Van Brummelen (84' Van Daelen), Frijlink, Vermeulen, Frijlink, Van der Pol                                                                            |
| 13e speelronde | SC Telstar VVNH | 7 - 0 (2 - 0) | PEC Zwolle                                                                               | Opstelling PEC Zwolle: |
| 14 december 2012 Aanvangstijd: 19:30 uur Plaats: Velsen-Zuid TATA Steel Stadion Toeschouwers: 300 Scheidsrechter: Niet bekend             | 1' Kristina Šundov 38' Dominique Vugts 54' Claudia van den Heiligenberg 61' Annelies Tump-Zondag 74' Kristina Šundov 80' Lois Oudemast 86' Lavinia Poku |               |                                                                                          | Jurg, Den Biesen, Heuvels, Nijman (69' Van Daelen), Gilissen, Borg, Smit, Van Brummelen (76' Aga), Frijlink, Vermeulen, Frijlink, Van der Pol Van der Pol (28'), Borg (89')                                    |
| 14e speelronde | PEC Zwolle | 0 - 0 (0 - 0) | Ajax                                                                                     | Opstelling PEC Zwolle: |
| 21 december 2012 Aanvangstijd: 19:30 uur Plaats: Zwolle Sportpark de Marslanden Toeschouwers: 1.100 Scheidsrechter: dhr. Weima            | |               |                                                                                          | Jurg, Heuvels, Kogelman, Nijman, Gilissen, Borg, Smit, Aga, Van Brummelen, Vermeulen, Frijlink |

### Women's BeNe League B
| 1e speelronde | OH Leuven | 1 - 1 (1 - 0) | PEC Zwolle | Opstelling PEC Zwolle: |
| 26 januari 2013 19 februari 2013 Aanvangstijd: 19:30 uur Plaats: Leuven Gemeentelijk Stadion Toeschouwers: n.n.b. Scheidsrechter: J. Janssen | 45' Veerle van der Motte |               | 49' Sylvia Smit (p) | Jurg, Heuvels, Kogelman, Nijman, Van Brummelen, Smit, Frijlink (75' Van Daelen), Gilissen, Van der Pol, Aga, Seinen Aga (36'), Van der Pol (45'), Frijlink (89') Nijman (89')                                                   |
| 2e speelronde | PEC Zwolle | 2 - 1 (2 - 0) | sc Heerenveen | Opstelling PEC Zwolle: |
| 1 februari 2013 Aanvangstijd: 19:30 uur Plaats: Zwolle IJsseldeltastadion Toeschouwers: 150 Scheidsrechter: n.n.b.                           | 8' Sylvia Smit 16' Marianne van Brummelen |               | 56' Marieke de Boer | Jurg, Heuvels, Kogelman, Nijman, Gilissen, Aga, Seinen, Smit, Van Brummelen, Frijlink, Van der Pol |
| 3e speelronde | SC Telstar VVNH | 5 - 0 (2 - 0) | PEC Zwolle | Opstelling PEC Zwolle: |
| 22 februari 2013 Aanvangstijd: 19:30 uur Plaats: Velsen-Zuid TATA Steel Stadion Toeschouwers: 150 Scheidsrechter: B.B. van den Helder        | 5' Kelly Zeeman 27' Claudia van den Heiligenberg 62' Lavinia Poku 70' Priscilla de Vos 71' Dyanne Bito                                                            |               | | Jurg, Heuvels, Kogelman, Van Brummelen, Borg, Smit, Frijlink, Gilissen, Van der Pol, Aga (79' Van Daelen), Seinen Kogelman (3')                                                                                                 |
| 4e speelronde | PEC Zwolle | 8 - 1 (6 - 1) | SV Zulte Waregem | Opstelling PEC Zwolle: |
| 1 maart 2013 Aanvangstijd: 19:30 uur Plaats: Zwolle IJsseldeltastadion Toeschouwers: 146 Scheidsrechter: F.M. Hoogendijk                     | 10' Sylvia Smit 19' Mariska Kogelman 23' Lydia Borg 23' Marianne van Brummelen 26' Mariska Kogelman 34' Sylvia Smit 73' Jennieke van der Pol 81' Mariska Kogelman |               | 38' Pauline Crammer | Jurg, Heuvels (68' Brink), Kogelman, Nijman, Borg (68' Van der Pol), Gilissen, Aga (73' Van Daelen), Seinen, Smit, Van Brummelen, Frijlink                                                                                      |
| 5e speelronde | Sint-Truidense VV | 2 - 3 (1 - 2) | PEC Zwolle | Opstelling PEC Zwolle: |
| 16 maart 2013 Aanvangstijd: 17:00 uur Plaats: Sint-Truiden Stayen Toeschouwers: 150 Scheidsrechter: Davy Scroyen                             | 3' Kimberly Verbist 90' Esther Oversteyns |               | 32' Marianne van Brummelen 45' Judith Frijlink 65' Judith Frijlink                                                                                        | Jurg, Kogelman, Gilissen, Borg, Nijman, Heuvels, Van der Pol (85' Bruinenberg), Aga, Smit (46' Van Daelen), Frijlink (83' Vermeulen), Van Brummelen Smit (35'), Borg (58'), Heuvels (70'), Van Brummelen (89'), Vermeulen (90') |
| 6e speelronde | Club Brugge | 0 - 7 (0 - 2) | PEC Zwolle | Opstelling PEC Zwolle: |
| 23 maart 2013 Aanvangstijd: 14:00 uur Plaats: Brugge Jan Breydelstadion B Toeschouwers: n.n.b. Scheidsrechter: D. Bouckeljoen                | |               | 11' Lisanne Vermeulen 12' Marianne van Brummelen 47' Jennieke van der Pol 67' Judith Frijlink 70' Judith Frijlink 83' Judith Frijlink 89' Lianne de Vries | Jurg, Kogelman, Gilissen, Nijman, Heuvels (66' Seinen), Van der Pol, Aga, Smit, Vermeulen (61' De Vries), Frijlink, Van Brummelen Nijman (42'), Van der Pol (55')                                                               |
| 7e speelronde | PEC Zwolle | 3 - 1 (2 - 1) | FC Utrecht | Opstelling PEC Zwolle: |
| 29 maart mei 2013 Aanvangstijd: 19:30 uur Plaats: Zwolle IJsseldeltastadion Toeschouwers: n.n.b. Scheidsrechter: n.n.b.                      | 28' Lisanne Vermeulen 32' Marianne van Brummelen 56' Lisanne Vermeulen                                                                                            |               | 33' Tessa Oudejans | Jurg, Gilissen, Nijman, Scheggetmann, Heuvels (49' Brink), Van der Pol, Aga, Smit (66' De Vries), Vermeulen (90' Van Daelen), Frijlink, Van Brummelen                                                                           |
| 8e speelronde | PEC Zwolle | 5 - 0 (1 - 0) | OH Leuven | Opstelling PEC Zwolle: |
| 12 april 2013 Aanvangstijd: 19:30 uur Plaats: Zwolle IJsseldeltastadion Toeschouwers: 350 Scheidsrechter: Dhr. van Loenen                    | 12' Jennieke van der Pol 61' Sylvia Smit 67' Lianne de Vries 75' Lisanne Vermeulen 82' Sylvia Smit                                                                |               | | Jurg, Heuvels, Nijman, Scheggetmann, De Vries (66' Borg), Van Brummelen, Vermeulen, Smit, Frijlink, Gilissen, Van der Pol (83' Aga)                                                                                             |
| 9e speelronde | sc Heerenveen | 3 - 1 (1 - 1) | PEC Zwolle | Opstelling PEC Zwolle: |
| 19 april 2013 Aanvangstijd: 19:30 uur Plaats: Heerenveen Sportpark Skoatterwâld Toeschouwers: 150 Scheidsrechter: Mevr. S. Shukrula          | 41' Vivianne Miedema 47' Vivianne Miedema 58' Yvonne Ploeg |               | 42' Lisanne Vermeulen | Jurg, Gilissen, Nijman, Scheggetmann, Heuvels (63' Van Daelen), De Vries, Van der Pol, Smit, Vermeulen, Frijlink, Van Brummelen Smit (71')                                                                                      |
| 10e speelronde | PEC Zwolle | 2 - 1 (0 - 0) | SC Telstar VVNH | Opstelling PEC Zwolle: |
| 26 april 2013 Aanvangstijd: 19:30 uur Plaats: Zwolle IJsseldeltastadion Toeschouwers: 200 Scheidsrechter: Mevr. A. Hadders                   | 73' Marianne van Brummelen 78' Lisanne Vermeulen |               | 56' Dominique Vugts | Jurg, Heuvels, Nijman, Scheggetmann, Gilissen, Van der Pol (62' Aga), De Vries, Frijlink, Smit, Vermeulen, Van Brummelen (87' Borg)                                                                                             |
| 11e speelronde | SV Zulte Waregem | 2 - 5 (1 - 1) | PEC Zwolle | Opstelling PEC Zwolle: |
| 4 mei 2013 Aanvangstijd: 15:00 uur Plaats: Waregem Regenboogstadion Toeschouwers: 60 Scheidsrechter: n.n.b.                                  | 16' Pauline Crammer (p) 80' Pauline Crammer |               | 14' Judith Frijlink 47' Marianne van Brummelen 57' Lisanne Vermeulen (p) 85' Sylvia Smit 89' Sylvia Smit                                                  | Jurg, Nijman, Lambers (57' Seinen), Heuvels, De Vries, Den Biesen (46' Gilissen), Van der Pol, Smit, Vermeulen (75' Aga), Frijlink, Van Brummelen Lambers (15'), Frijlink (68')                                                 |
| 12e speelronde | PEC Zwolle | 4 - 1 (2 - 1) | Sint-Truidense VV | Opstelling PEC Zwolle: |
| 10 mei 2013 Aanvangstijd: 19:30 uur Plaats: Zwolle IJsseldeltastadion Toeschouwers: 250 Scheidsrechter: Dhr. J. Will                         | 21' Lisanne Vermeulen 36' Judith Frijlink 56' Marianne van Brummelen 62' Lisanne Vermeulen                                                                        |               | 45' Elke Meers | Jurg, Gilissen (74' Den Biesen), Nijman, Scheggetmann, Heuvels, Frijlink, De Vries, Smit, Van Brummelen, Van der Pol, Vermeulen (81' Seinen) Heuvels (68')                                                                      |
| 13e speelronde | PEC Zwolle | 7 - 1 (4 - 0) | Club Brugge | Opstelling PEC Zwolle: |
| 18 mei 2013 Aanvangstijd: 15:00 uur Plaats: Zwolle IJsseldeltastadion Toeschouwers: 170 Scheidsrechter: Mevr. Hoogendijk                     | 2' Jennieke van der Pol 11' Judith Frijlink 29' Sylvia Smit (p) 41' Sylvia Smit 46' Yvette van Daelen 80' Sylvia Smit (p) 82' Sylvia Smit                         |               | 51' Yana Haesebroeck | Olthuis, Gilissen, Nijman, Scheggetmann, Heuvels, De Vries (67' Seinen), Van der Pol, Smit, Frijlink, Van Brummelen (65' Kets), Van Daelen (49' Vermeulen) Frijlink (37')                                                       |
| 14e speelronde | FC Utrecht | 2 - 4 (1 - 1) | PEC Zwolle | Opstelling PEC Zwolle: |
| 25 mei 2013 Aanvangstijd: 15:00 uur Plaats: Utrecht Sportpark Maarschalkerweerd Toeschouwers: 250 Scheidsrechter: n.n.b.                     | 10' Dominique van Wensveen 50' Franca van de Kuilen |               | 37' Jennieke van der Pol 79' Lisanne Vermeulen 86' Yvette van Daelen 87' Lisanne Vermeulen                                                                | Olthuis, Gilissen (90' Den Biesen), Nijman, Scheggetmann, Heuvels (85' Van Daelen), De Vries, Van der Pol, Seinen (60' Bruinenberg), Smit, Vermeulen, Van Brummelen Nijman (83')                                                |

### KNVB Beker
| Achtste finale | Oranje Nassau Groningen                                   | 1 - 8 (1 - 5) | PEC Zwolle                                                                   | Opstelling PEC Zwolle: |
| 19 januari 2013 14 februari 2013 Aanvangstijd: 18:30 uur Plaats: Groningen Sportpark Coendersborg Toeschouwers: n.n.b. Scheidsrechter: n.n.b. |                                                           |               | Marianne van Brummelen 3x Judith Frijlink 2x Sylvia Smit 2x Mariska Kogelman | Niet bekend. |
| Kwartfinale | PEC Zwolle                                                | 1 - 0 (1 - 0) | FC Utrecht                                                                   | Opstelling PEC Zwolle: |
| 16 april 2013 Aanvangstijd: 19:30 uur Plaats: Zwolle IJsseldeltastadion Toeschouwers: 225 Scheidsrechter: n.n.b.                              | 8' Sylvia Smit                                            |               |                                                                              | |
| Halve finale | ADO Den Haag                                              | 3 - 2 (1 - 2) | PEC Zwolle                                                                   | Opstelling PEC Zwolle: |
| 14 mei 2013 Aanvangstijd: 19:30 uur Plaats: Den Haag Kyocera Stadion Toeschouwers: 150 Scheidsrechter: Dhr. A.P. Westenbroek                  | 39' Kitty Susan 81' Sheila van den Bulk 84' Renate Jansen |               | 22' Sylvia Smit 45' Sylvia Smit                                              | Jurg, Heuvels, Nijman, Scheggetmann (87' Van Daelen), Gilissen, Frijlink, De Vries, Smit, Van Brummelen, Van der Pol, Vermeulen |

## Selectie en technische staf

### Selectie
| Nr.             |                    | Naam                       | Competitie  | Competitie  | Beker       | Beker       | Totaal      | Totaal      | Seizoen     | Vorige club                          | Debuut            |             |             |             |             |
| Nr.             | W                  | Naam                       |             | W           |             | W           |             |             | Seizoen     | Vorige club                          | Debuut            |             |             |             |             |
| Doelvrouwen     | Doelvrouwen        | Doelvrouwen                | Doelvrouwen | Doelvrouwen | Doelvrouwen | Doelvrouwen | Doelvrouwen | Doelvrouwen | Doelvrouwen | Doelvrouwen                          | Doelvrouwen       | Doelvrouwen | Doelvrouwen | Doelvrouwen | Doelvrouwen |
| --------------- | ------------------ | -------------------------- | ----------- | ----------- | ----------- | ----------- | ----------- | ----------- | ----------- | ------------------------------------ | ----------------- | ----------- | ----------- | ----------- | ----------- |
| 16              | Vlag van Nederland | Jessica Jurg               | 15          | 0           | 1           | 0           | 16          | 0           | 1e          | sc Heerenveen                        | 11 december 2012  |             |             |             |             |
| -               | Vlag van Duitsland | Hanna de Haan              | 0           | 0           | 0           | 0           | 0           | 0           | 1e          | SV Meppen                            | -                 |             |             |             |             |
| 23              | Vlag van Nederland | Kimberly Heijne            | 0           | 0           | 0           | 0           | 0           | 0           | 2e          | Be Quick '28 (ama)                   | -                 |             |             |             |             |
| 1               | Vlag van Nederland | Nadja Olthuis              | 13          | 0           | 0           | 0           | 13          | 0           | 3e          | sc Heerenveen                        | 2 september 2010  |             |             |             |             |
| Verdedigsters   |                    |                            |             |             |             |             |             |             |             |                                      |                   |             |             |             |             |
| 14              | Vlag van Nederland | Kelly Gilissen             | 28          | 0           | 1           | 0           | 29          | 0           | 1e          | FC Utrecht                           | 24 augustus 2012  |             |             |             |             |
| 2               | Vlag van Nederland | Jolijn Heuvels             | 28          | 0           | 1           | 0           | 29          | 0           | 2e          | FC Twente                            | 2 september 2011  |             |             |             |             |
| 3               | Vlag van Nederland | Mariska Kogelman           | 18          | 3           | 1           | 1           | 19          | 4           | 3e          | sc Heerenveen                        | 2 september 2010  |             |             |             |             |
| -               | Vlag van Nederland | Lieke Lambers              | 3           | 0           | 0           | 0           | 3           | 0           | 1e          | Beloften PEC Zwolle                  | 12 september 2012 |             |             |             |             |
| 5               | Vlag van Nederland | Nathalja Nijman            | 27          | 0           | 1           | 0           | 28          | 0           | 2e          | ATC '65 / beloften FC Twente Vrouwen | 7 oktober 2011    |             |             |             |             |
| -               | Vlag van Nederland | Kyra Scheggetmann          | 6           | 0           | 1           | 0           | 7           | 0           | 1e          | Beloften PEC Zwolle                  | 29 maart 2013     |             |             |             |             |
| Middenveldsters |                    |                            |             |             |             |             |             |             |             |                                      |                   |             |             |             |             |
| 18              | Vlag van België    | Maria-Laura Aga            | 23          | 0           | 0           | 0           | 23          | 0           | 1e          | Standard Fémina de Liège             | 24 augustus 2012  |             |             |             |             |
| 15              | Vlag van Nederland | Jirre den Biesen           | 14          | 2           | 0           | 0           | 14          | 2           | 3e          | ATC '65 / beloften FC Twente Vrouwen | 2 september 2010  |             |             |             |             |
| 8               | Vlag van Nederland | Lydia Borg                 | 15          | 2           | 0           | 0           | 15          | 2           | 3e          | DTS Ede (ama)                        | 23 september 2010 |             |             |             |             |
| -               | Vlag van Nederland | Sharon Bruinenberg         | 2           | 0           | 0           | 0           | 2           | 0           | 1e          | Beloften PEC Zwolle                  | 16 maart 2013     |             |             |             |             |
| 19              | Vlag van Nederland | Valerie Seinen             | 10          | 0           | 0           | 0           | 10          | 0           | 3e          | Be Quick '28 (ama)                   | 5 mei 2011        |             |             |             |             |
| 6               | Vlag van Nederland | Lianne de Vries            | 15          | 2           | 1           | 0           | 16          | 2           | 2e          | FC Utrecht                           | 2 september 2011  |             |             |             |             |
| Aanvalsters     |                    |                            |             |             |             |             |             |             |             |                                      |                   |             |             |             |             |
| -               | Vlag van Nederland | Rosalie Brink              | 2           | 0           | 0           | 0           | 2           | 0           | 1e          | Beloften PEC Zwolle                  | 1 maart 2013      |             |             |             |             |
| 7               | Vlag van Nederland | Marianne van Brummelen     | 28          | 14          | 2           | 3           | 30          | 17          | 2e          | FC Twente                            | 2 september 2011  |             |             |             |             |
| -               | Vlag van Nederland | Yvette van Daelen          | 13          | 2           | 1           | 0           | 14          | 2           | 1e          | Beloften PEC Zwolle                  | 9 november 2012   |             |             |             |             |
| 11              | Vlag van Nederland | Judith Frijlink            | 26          | 9           | 2           | 2           | 28          | 11          | 3e          | Be Quick '28 (ama)                   | 2 september 2010  |             |             |             |             |
| -               | Vlag van Nederland | Simone Kets                | 1           | 0           | 0           | 0           | 1           | 0           | 1e          | Beloften PEC Zwolle                  | 18 mei 2013       |             |             |             |             |
| 17              | Vlag van Nederland | Jennieke van der Pol       | 22          | 5           | 1           | 0           | 23          | 5           | 3e          | Be Quick '28 (ama)                   | 20 oktober 2010   |             |             |             |             |
| 20              | Vlag van Nederland | Priscilla van Schuilenburg | 0           | 0           | 0           | 0           | 0           | 0           | 1e          | Be Quick '28 (ama)                   | -                 |             |             |             |             |
| 10              | Vlag van Nederland | Sylvia Smit                | 28          | 17          | 2           | 5           | 30          | 22          | 2e          | sc Heerenveen                        | 2 september 2011  |             |             |             |             |
| 9               | Vlag van Nederland | Lisanne Vermeulen          | 22          | 19          | 1           | 0           | 23          | 19          | 3e          | FC Utrecht                           | 2 september 2010  |             |             |             |             |
| Nr.             |                    | Naam                       | W           |             | W           |             | W           |             | Seizoen     | Vorige club                          | Debuut            |             |             |             |             |
| Nr.             | Competitie         | Competitie                 | Beker       | Beker       | Totaal      | Totaal      |             |             | Seizoen     | Vorige club                          | Debuut            |             |             |             |             |

### Technische staf
| Naam                  | Functie           |
| --------------------- | ----------------- |
| Sebastiaan Borgardijn | Hoofdtrainer      |
| n.n.b.                | Assistent-Trainer |
| Christien Rens        | Verzorgerster     |
| Sierd van den Berg    | Keeperstrainer    |
| Erik Riemens          | Teammanager       |

## Statistieken PEC Zwolle Vrouwen 2012/2013

### Eindstand PEC Zwolle Vrouwen in de Nederlandse BeNe League Orange 2012 / 2013
| Stand | Gespeeld | Gewonnen | Gelijk | Verloren | Punten | Doelpunten voor | Doelpunten tegen | Gele kaarten | Rode kaarten |
| ----- | -------- | -------- | ------ | -------- | ------ | --------------- | ---------------- | ------------ | ------------ |
| 6e    | 14       | 4        | 2      | 8        | 14     | 23              | 37               | 14           | 1            |

### Eindstand PEC Zwolle Vrouwen in de Women's BeNe League B 2012 / 2013
| Stand | Gespeeld | Gewonnen | Gelijk | Verloren | Punten | Doelpunten voor | Doelpunten tegen | Gele kaarten | Rode kaarten |
| ----- | -------- | -------- | ------ | -------- | ------ | --------------- | ---------------- | ------------ | ------------ |
| 2e    | 14       | 11       | 1      | 2        | 34     | 52              | 21               | 15           | 1            |

### Topscorers
| #      | Naam                   | Goal |
| ------ | ---------------------- | ---- |
| 1.     | Lisanne Vermeulen      | 8    |
| 2.     | Marianne van Brummelen | 6    |
| 3.     | Sylvia Smit            | 5    |
| 4.     | Jirre den Biesen       | 2    |
| 5.     | Lydia Borg             | 1    |
| 5.     | Judith Frijlink        | 1    |
| Totaal | Totaal                 | 23   |

| #      | Naam                   | Goal |
| ------ | ---------------------- | ---- |
| 1.     | Sylvia Smit            | 12   |
| 2.     | Lisanne Vermeulen      | 11   |
| 3.     | Marianne van Brummelen | 8    |
| 3.     | Judith Frijlink        | 8    |
| 4.     | Jennieke van der Pol   | 4    |
| 5.     | Mariska Kogelman       | 3    |
| 6.     | Yvette van Daelen      | 2    |
| 6.     | Lianne de Vries        | 2    |
| 7.     | Lydia Borg             | 1    |
| Totaal | Totaal                 | 52   |

| #      | Naam                   | Goal |
| ------ | ---------------------- | ---- |
| 1.     | Sylvia Smit            | 5    |
| 2.     | Marianne van Brummelen | 3    |
| 3.     | Judith Frijlink        | 2    |
| 4.     | Mariska Kogelman       | 1    |
| Totaal | Totaal                 | 11   |

| #      | Naam                   | Goal |
| ------ | ---------------------- | ---- |
| 1.     | Marianne van Brummelen | 3    |
| 1.     | Judith Frijlink        | 3    |
| 1.     | Sylvia Smit            | 3    |
| 2.     | Maria-Laura Aga        | 1    |
| 2.     | Lydia Borg             | 1    |
| 2.     | Kelly Gilissen         | 1    |
| 2.     | Lisanne Vermeulen      | 1    |
| 2.     | Lianne de Vries        | 1    |
| Totaal | Totaal                 | 14   |

### Kaarten
| #      | Naam                   |    |
| ------ | ---------------------- | -- |
| 1.     | Lydia Borg             | 5  |
| 1.     | Jolijn Heuvels         | 5  |
| 2.     | Jennieke van der Pol   | 4  |
| 2.     | Judith Frijlink        | 4  |
| 3.     | Maria-Laura Aga        | 2  |
| 3.     | Sylvia Smit            | 2  |
| 3.     | Lisanne Vermeulen      | 2  |
| 4.     | Jirre den Biesen       | 1  |
| 4.     | Marianne van Brummelen | 1  |
| 4.     | Mariska Kogelman       | 1  |
| 4.     | Lieke Lambers          | 1  |
| 4.     | Nathalja Nijman        | 1  |
| Totaal | Totaal                 | 29 |

| #      | Naam            |   |
| ------ | --------------- | - |
| 1.     | Judith Frijlink | 1 |
| Totaal | Totaal          | 1 |

| #      | Naam             |   |
| ------ | ---------------- | - |
| 1.     | Mariska Kogelman | 1 |
| 1.     | Nathalja Nijman  | 1 |
| Totaal | Totaal           | 2 |

## Mutaties

### Zomer

#### Aangetrokken
| Nr. | Nat. | Naam                       | Van                | Type         | Periode | Transfersom |
| --- | ---- | -------------------------- | ------------------ | ------------ | ------- | ----------- |
| -   | BE   | Maria-Laura Aga            | Standard Luik      | Transfervrij | Zomer   | n.v.t.      |
| -   | NL   | Jirre den Biesen           | Be Quick '28 (ama) | Transfervrij | Zomer   | n.v.t.      |
| -   | NL   | Kelly Gilissen             | FC Utrecht         | Transfervrij | Zomer   | n.v.t.      |
| -   | NL   | Jessica Jurg               | sc Heerenveen      | Transfervrij | Zomer   | n.v.t.      |
| -   | NL   | Jennieke van der Pol       | Be Quick '28 (ama) | Transfervrij | Zomer   | n.v.t.      |
| -   | NL   | Priscilla van Schuilenburg | SV Saestum (ama)   | Transfervrij | Zomer   | n.v.t.      |
| -   | NL   | Valerie Seinen             | Be Quick '28 (ama) | Transfervrij | Zomer   | n.v.t.      |

#### Vertrokken
| Nr. | Nat. | Naam                 | Naar               | Type           | Periode | Transfersom | Wed. | Dlpt. |
| --- | ---- | -------------------- | ------------------ | -------------- | ------- | ----------- | ---- | ----- |
| -   | NL   | Linda van Beekhuizen | Stopt              | Einde contract | Zomer   | n.v.t.      | 22   | 0     |
| -   | NL   | Carmen Bleuming      | Niet bekend        | Einde contract | Zomer   | n.v.t.      | 8    | 0     |
| -   | NL   | Charissa Burgwal     | sc Heerenveen      | Einde contract | Zomer   | n.v.t.      | 34   | 0     |
| -   | NL   | Chelsea Disseldorp   | FC Utrecht         | Einde contract | Zomer   | n.v.t.      | 22   | 0     |
| -   | NL   | Linda Dolstra        | Be Quick '28 (ama) | Einde contract | Zomer   | n.v.t.      | 21   | 0     |
| -   | NL   | Linda de Graaff      | Be Quick '28 (ama) | Einde contract | Zomer   | n.v.t.      | 14   | 0     |
| -   | NL   | Suzanne Herpel       | Be Quick '28 (ama) | Einde contract | Zomer   | n.v.t.      | 16   | 1     |
| -   | NL   | Marèse Nijman        | Stopt              | Einde contract | Zomer   | n.v.t.      | 11   | 0     |
| -   | NL   | Laura du Ry          | Ajax               | Einde contract | Zomer   | n.v.t.      | 7    | 0     |

### Winter

#### Aangetrokken
| Nr. | Nat. | Naam          | Van       | Type         | Periode | Transfersom |
| --- | ---- | ------------- | --------- | ------------ | ------- | ----------- |
| -   | DE   | Hanna de Haan | SV Meppen | Transfervrij | Winter  | n.v.t.      |